# トニ選曲集
『トニ選曲集』（トニせんきょくしゅう）は、20th Centuryの配信限定アルバム。2024年12月27日にMENT RECORDINGから配信された。

## 概要
これまで各音楽配信（ダウンロード・サブスクリプション）サイトで未配信となっていた、V6の作品及び20th Centuryのシングルに収録されていた20th Centuryの楽曲を、メンバー自ら曲順を選んでコンパイルした楽曲集である。メンバー3人のソロ曲、一部ユニット曲も対象となっている。20th centuryの公式YouTubeチャンネル「トニセンチャンネル」では、メンバーが本作の曲順を決める動画が公開されている。

## 収録曲
※各楽曲の詳細はそのページを参照。
1. Honey
作詞：MADOKA 、作曲：DOITOKI
2. X, T, C beat - 20th Century feat.三宅健
作詞：比留間徹、作曲・編曲：大坪直樹
3. スタートライン
作詞・作曲：大橋卓弥、編曲:Yasutaka Kume
4. Start me up
作詞：真木須とも子、作曲・編曲：朝本浩文
5. BLAZING AGE
作詞：古屋真、作曲：Gary Newby、編曲：ats-
6. reprise...
作詞：津田りえこ、作曲・編曲：星野靖彦
7. 会って話を
作詞・作曲・堀込高樹、編曲：KIRINJI
8. 逢いに行こう
作詞・作曲：荒木佑介、編曲：荒木佑介、CHOKKAKU
9. LADY,LADY,LADY
作詞：土岐麻子、作曲・編曲：トオミヨウ
10. 20 sensation
作詞・作曲・編曲：TSUKASA
11. 寒がりなHeartbeat
作詞：Lucy E、作曲・編曲：上野圭市
12. Next Generation
作詞：Next Generation All Staff、作曲：坂本昌行、編曲：久米康隆
13. My life - 長野博
作詞：Shihomi、作曲：日比野裕史、編曲：久米康隆
14. I・N・O=NUT KID - 井ノ原快彦
作詞・作曲：井ノ原快彦、編曲：久米康隆
15. INNOCENCE
作詞：小幡英之、作曲：石田匠、編曲：久米康隆
16. ユメノサキ
作詞：KOMU、作曲：浅利進吾、編曲：REO
17. DANCING MACHINE
作詞・作曲・編曲：谷口尚久、西寺郷太
18. 夜汽車ライダー
作詞：小幡英之、作曲：日比野裕史、編曲：小幡英之、チダタカシ
19. 夕焼けドロップ - 長野博&井ノ原快彦
作詞：小幡英之、作曲：森元康介、編曲：小幡英之
20. red
作詞・作曲：真戸原直人、編曲：アンダーグラフ
21. Know-body Knows
作詞：阿閉真琴・ARCHIBOLD、作曲：ARCHIBOLD、編曲：ARCHIBOLD
22. Without you - 坂本昌行
作詞・作曲：片岡大志、編曲：星野靖彦
23. 春を待とう - 井ノ原快彦
作詞・作曲：井ノ原快彦、編曲：井ノ原快彦・久米康隆
24. 桜色桜風 - 長野博
作詞：IOCHI、作曲：HIKARI、編曲：久米康隆
25. Summer Day
作詞：山下和彰、作曲・編曲：井上慎二郎
26. SUNDAY,SUNNYDAY
作詞：KOMU、作曲・編曲：Yu
27. Happy Happy Birthday! - 坂本昌行
作詞・作曲・編集：成海カズト
28. bird cage
作詞：20th Century、作曲：井ノ原快彦、編曲：小幡英之
29. FLY TO THE WORLD!
作詞：ANEMONE、作曲：川上明彦、編曲：石塚知生
30. 遠いところまで - 井ノ原快彦
作詞：御徒町凧、作曲・編曲：森山直太朗
31. 小さな恋のおはなし - 20th Century feat. Coming Century
作詞：六ツ見純代、作曲・編曲：Cube Juice
32. グッドラックベイビー
作詞：森山直太朗、作曲：御徒町凧・森山直太朗、編曲：櫻井大介
33. Gram-8
作詞・作曲・編曲：HIKARI
34. Time's on my side - 坂本昌行
作詞：MIYAKO、作曲：すみだしんや、編曲：水島康貴
35. always
作詞：中村邦男、作曲：樋口了一、編曲：田辺恵三